# Ентоні Поуелл
Ентоні Поуелл (англ. Anthony Powell [ˈpoʊəl]) (21 грудня 1905 — 28 березня 2000) — англійський письменник, романіст. Насамперед відомий як автор дванадцятитомного циклу «Танок під музику часу» (A Dance to the Music of Time), що публікувався з 1951 по 1975 рік.

2008 року газета «Таймс» включила Павелла в список 50 найвизначніших британських письменників з 1945 року.

## Життєпис
Ентоні народився в Вестмінстері в родині офіцера Валлійського полку Філіпа Лайонела Вільяма Павелла і дочки землевласника Мод Мері Веллс-Дімок. Через участь батька у Першій світовій війні сім'я часто переїжджала, Ентоні з матір'ю часто жили окремо від глави сімейства.
1919 року Ентоні вступив до Ітонського коледжу, де подружився з Генрі Йорком, який пізніше став відомим письменником під псевдонімом Генрі Грін. В Ітоні Ентоні захопився образотворчим мистецтвом і в 1922 році став одним із засновників Ітонського товариства мистецтв.
Восени 1923 року Поуеллвступив до Коледж Бейлліол Оксфорда. Там він познайомився, крім інших, з Морісом Боура. Під час канікул Поуеллподорожував по Європі.
1926 року Поуеллприїхав у Лондон і став вливатися в світське життя на прийомах в Мейфейр і Белгравії. До 1932 року він працював у видавництві Duckworth на правах стажиста. Близько півроку Поуеллбув сценаристом англійської філії кінокомпанії «Ворнер Бразерс», а в 1937 році навіть намагався виїхати до Голлівуду, де не досяг успіху. Потім він став писати книжкові рецензії для газети «Дейлі телеграф» і журналу «Спектейтор».
Після закінчення війни Поуеллцілком і повністю присвятив своє життя літературі. Він відновив приятельські стосунки з письменником Івлін Во (знайомим по Оксфорду), подружився з художницею Ніною Хемнетт і композитором Константом Лембертом.
Поуеллбув одружений і мав двох дітей. 1 грудня 1934 року письменник-початківець одружився з леді Віолетою Пейкенгем (1914—2002). Після весілля подружжя переїхало в будинок в Риджентс-парку, де обоє прожили все життя.